# Голос скрипки
«Голос скрипки» (англ. The Voice of the Violin) — американский короткометражный драматический фильм Дэвида Уорка Гриффита.

## Сюжет
Фильм рассказывает о преподавателе музыки, влюблённом в свою ученицу Елену, но это чувство не взаимно, в результате чего он решает вступить в коммунистическую группу, члены которой хотят взорвать дом одного капиталиста. И вдруг он узнаёт, что в этом доме живёт Елена...

## В ролях
| Актёр            | Роль           |
| ---------------- | -------------- |
| Артур В. Джонсон | Герр фон Шмидт |
| Мэрион Леонард   | Хелен Уолкер   |
| Фрэнк Пауэлл     | мистер Уолкер  |
| Дэвид Майлз      |                |
| Линда Арвидсон   |                |
| Клара Т. Брэйси  |                |
| Джон Р. Кампсон  |                |
| Глэдис Иган      |                |
| Анита Хендри     | служанка       |